# Finlands demokratiska pionjärers förbund
Finlands demokratiska pionjärers förbund (finska: Suomen demokratian pioneerien liitto, SDPL) är en finländsk organisation som grundades 1945 med syfte att bland annat fostra barn och unga i åldern 5–15 år till klassmedvetna, mångsidigt utvecklade människor. Organisationen har överlevt kommunismens sammanbrott och verkar idag som en självständig sammanslutning i nära samarbete med Vänsterförbundet. Verksamheten omfattar bland annat lek och organiserat friluftsliv.